# Muhisirizi
Muhisirizi är ett vattendrag i Burundi.   Det ligger i provinsen Bururi, i den sydvästra delen av landet, 60 km söder om huvudstaden Bujumbura.
Omgivningarna runt Muhisirizi är en mosaik av jordbruksmark och naturlig växtlighet. Runt Muhisirizi är det ganska tätbefolkat, med 166 invånare per kvadratkilometer.